# Sebastian Bender
Sebastian Bender (* 16. Februar 1991 in Wuppertal) ist ein deutscher Schauspieler.

## Leben
Sebastian Bender begann im Jugendensemble Wuppertal, für das er bereits in jungen Jahren auf der Theaterbühne stand. Bekannt wurde er durch die Comedyserie Der Lehrer. Es folgten weitere Rollen in verschiedenen Film- und Fernsehproduktionen. In Serien, wie Tiere bis unters Dach, Ein Fall für die Anrheiner oder SOKO Köln, übernahm er zum Teil Episodenhauptrollen. Große Beliebtheit gewann er in der Jugendfernsehserie Hotel 13 durch seine Rolle als Diederich von Burghart.
Neben seiner Tätigkeit als Schauspieler widmet er sich aktuell dem Studium der Medizin.

## Filmografie
- 2007: Freche Mädchen
- 2008: Hilde
- 2008: 112 – Sie retten dein Leben (Fernsehserie, Folge 1x10)
- 2009: Der Lehrer (Fernsehserie, neun Folgen)
- 2008: Da kommt Kalle (Fernsehserie, Folge 3x09)
- 2010–2011: Tiere bis unters Dach (Fernsehserie, Folgen 1x04, 2x08)
- 2010: Surviving Carla
- 2010: Glaub mir (Kurzfilm)
- 2010: Bermuda-Dreieck Nordsee
- 2010: Undercover Love (Fernsehfilm)
- 2011: Der letzte Bulle (Fernsehserie) – Folge: Alle Wege führen zum Du
- 2011: Penthesilea (Kurzfilm)
- 2012: MEK 8 (Fernsehserie, Folge 1x16)
- 2012: SOKO Köln (Fernsehserie)
- 2012: Ein Fall für die Anrheiner (Fernsehserie)
- 2012–2013: Hotel 13 (Fernsehserie)
- 2013: Grober Unfug (Kurzfilm)